# 臺中驛鐵道文化園區
臺中驛鐵道文化園區是以臺灣臺中市國定古蹟-臺中車站為軸心形成的鐵路園區。範圍為大智路至民族路之間的新舊鐵道空間，包含國定古蹟臺中車站、臺中新站與高架橋的商業空間、舊臺中後火車站、二十號倉庫建築群、復興路寄宿舍（二十號倉庫建築群旁）、原台鐵局貨運服務總所臺中服務所與台鐵局電務處彰化號誌段台中分駐所。南北兩側與臺中綠空鐵道相連，鄰近文化部文化資產園區、帝國製糖廠臺中營業所、台中市役所與臺中州廳。

## 歷史
由德昌營造得標並成立特許公司經典國際負責規劃及營運，全案包括OT、ROT及BOT三種模式。屬於OT範圍的台中車站新站商場裝修工程，工區均已設置圍籬，並以介紹園區內容的輸出做裝飾，不少民眾停步閱讀了解。此外，也積極連結社會資源，與無垢舞蹈劇場、逢甲大學USR（大學社會責任）團隊等進行交流，期許將園區建設為鐵道文化及經濟新地標。
其中車站OT商場鐵鹿大街，2020年9月20日開始試營運，2020年12月6日正式開幕。
2022年舊月台南段及連接綠空鐵道至進德路段，在園區業者向台鐵局購買的EMU100（EP111、EM107）、DR2700（DR2715、DR2720）及柴電機車（R111）陸續到位後，將於6月9日鐵路節正式啟用，同時二代站房以及1940年代的售票亭將重新開放參觀。

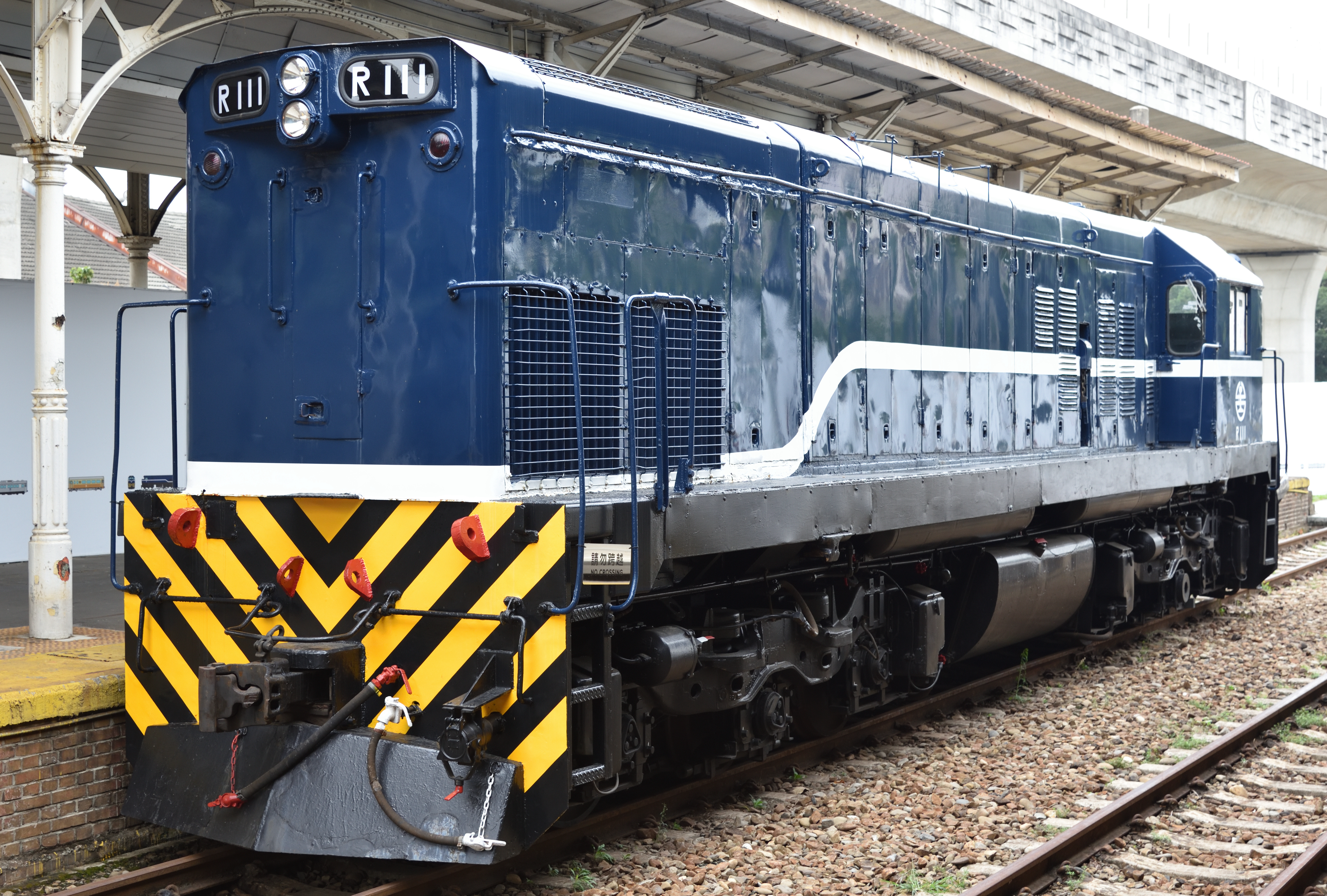
R100型柴電機車R111
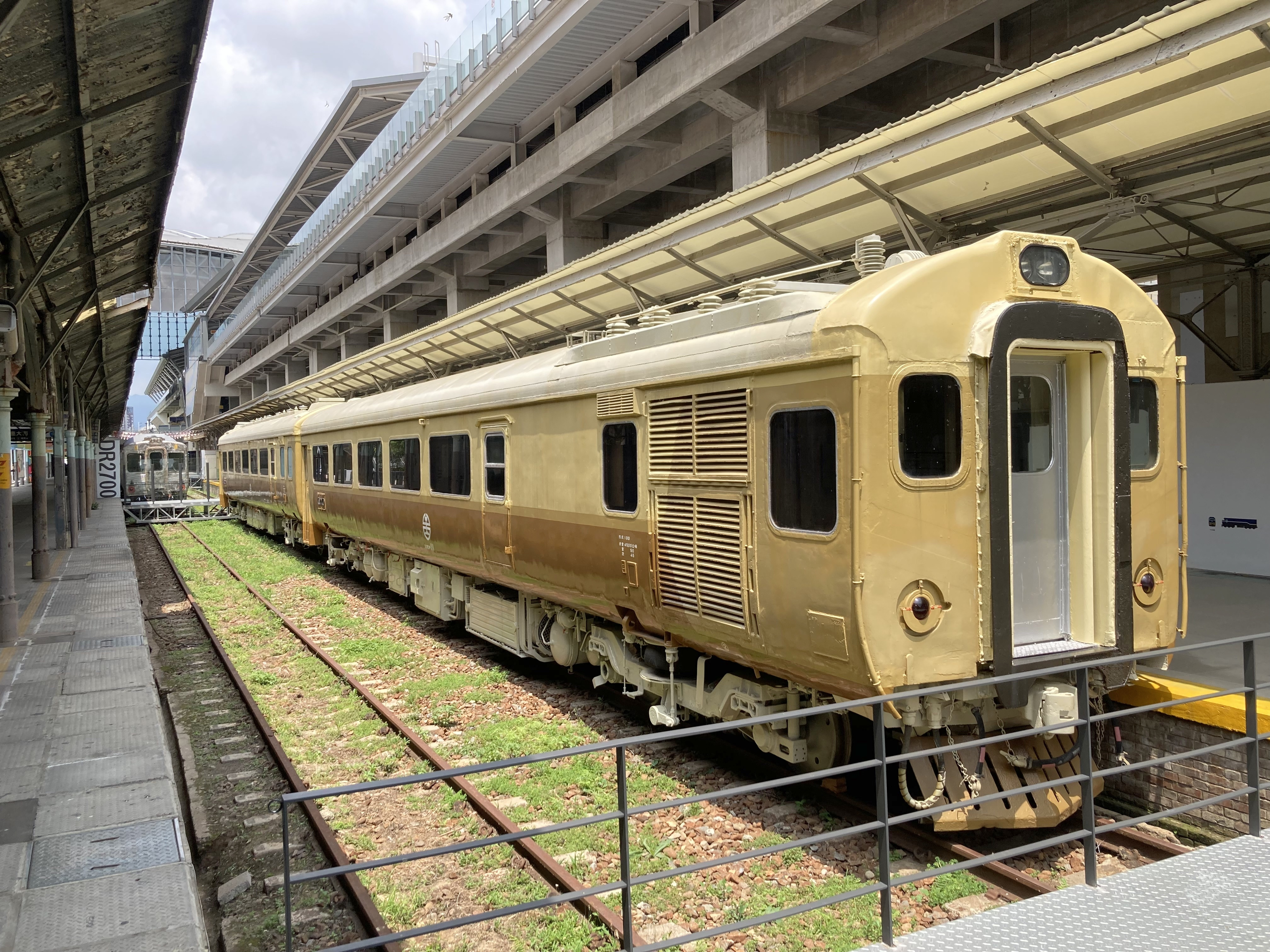
EMU100型電聯車EP111、EM107
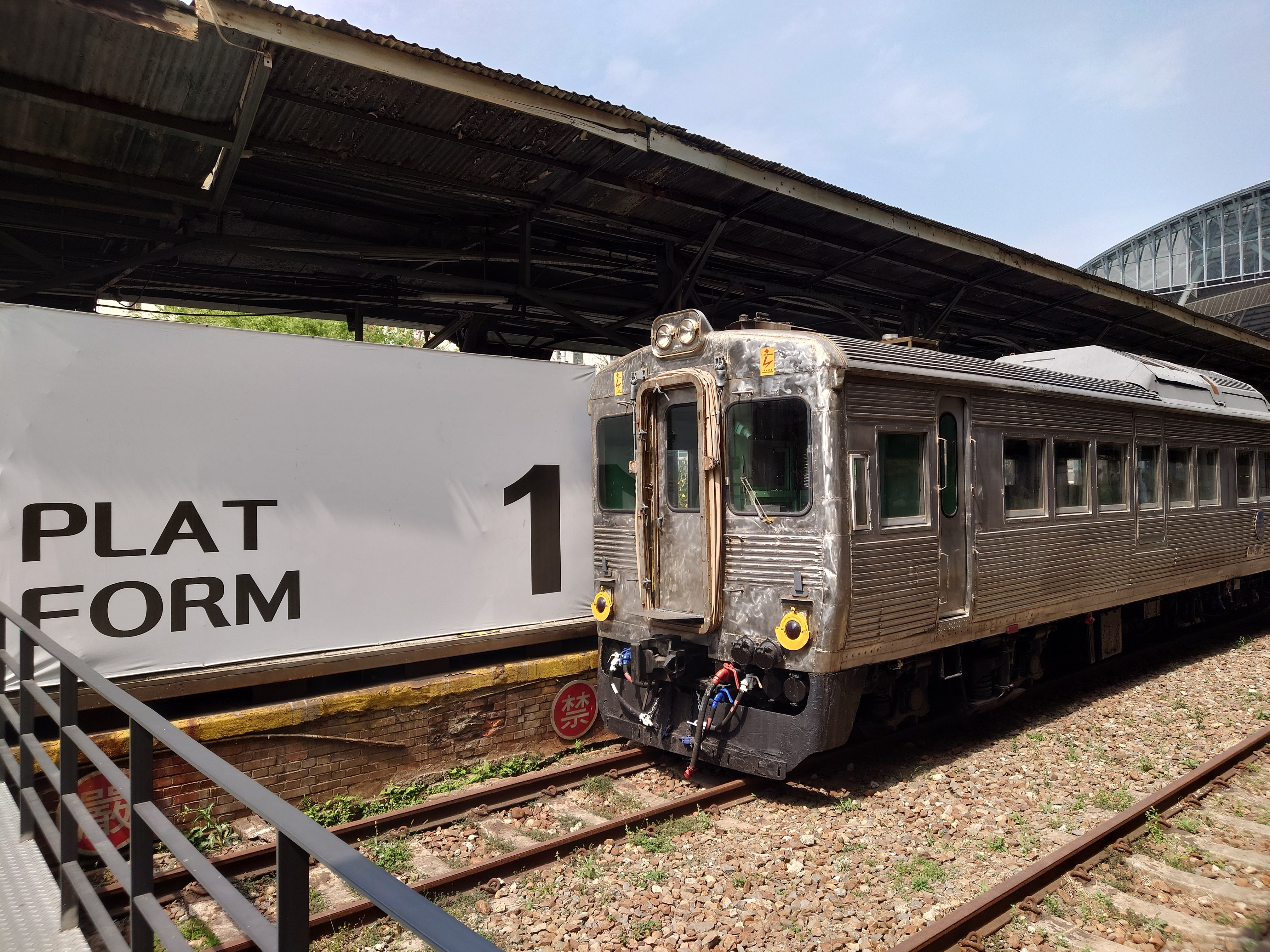
DR2700型柴油客車DR2720

## 外部連結
- 德昌營建事業集團 - 經典國際 臺中車站鐵道文化園區  （页面存档备份，存于）
- 臺中驛鐵道文化園區 （页面存档备份，存于）
- 臺中驛鐵道文化園區的Facebook專頁